# 阿倫群島
阿倫群島(愛爾蘭語: Oileáin Árann, 阿倫群岛方言: [ˈɪlɑːn ˈɑːrənʲ], [nə ˈhɑːrənʲəxə]) 是一個位於愛爾蘭西岸戈尔韦湾口，由三個島嶼組成的島群。该群岛地理上属于爱尔兰语区，行政上归戈尔韦郡管辖，有航班连接爱尔兰本岛。
53°07′N 9°42′W / 53.117°N 9.700°W